# 千石規子
千石 規子（せんごく のりこ、本名；森 礼子（旧姓；酒井）1922年〈大正11年〉4月29日 - 2012年〈平成24年〉12月27日）は、日本の女優。2012年に死去するまで東宝芸能に所属していた。東京府荏原郡駒沢村（現東京都世田谷区駒沢）出身。駒沢小学校卒業。

## 人物・来歴
9人きょうだいの第5子として誕生。
小学校卒業後、1936年にムーランルージュ（水谷八重子一座）へ入団。
1942年、芸術座へ移籍、その後、音楽座、新協劇団といくつかの劇団を経て、1947年に東宝へ入社。同年、森繁久彌とともに『女優』でデビュー。
1941年に結婚。
戦時中には広島原爆で全滅した移動劇団桜隊に所属していたが、出産で広島にいなかったため、被爆を免れた。

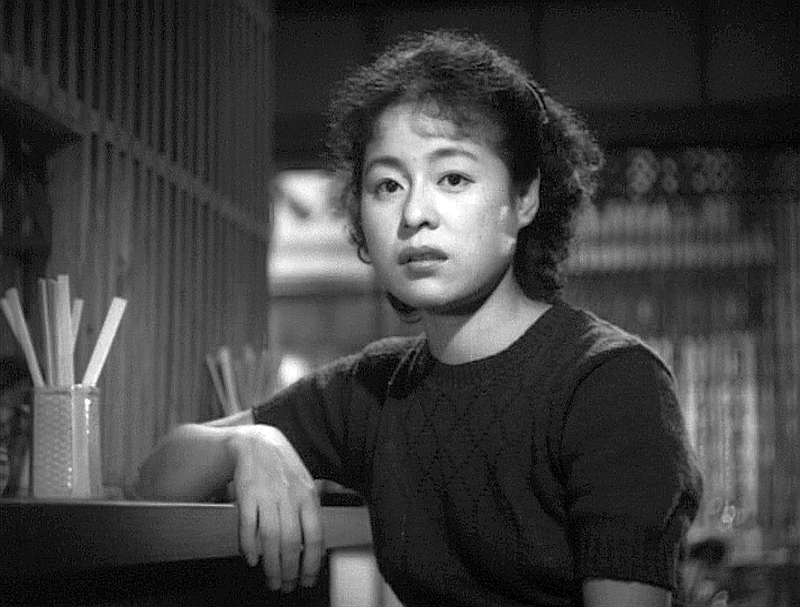
「宗方姉妹」（1950年）でのキヨちゃん役

1954年頃から数年間東映に移籍していたが、再び東宝へ戻った。
黒澤明の監督映画は7作に出演しており、『野良犬』ではリメイク版（1973年）にも出演した。
名脇役として高く評価されており、意地悪な女将さん役を得意としていた。「脇役は一つでも緩もうなら全体がダメになる『四隅のネジ』と同じ」「出演依頼がある限り仕事を続けたい」との信念を持ち、テレビドラマでは老け役もこなした。
生涯芸能活動を続け、晩年には『踊る!さんま御殿!!』にも出演していた。
2012年12月27日午後3時34分、老衰のために東京都内の病院にて永眠。90歳没。
深浦加奈子（2008年に死去）は、生前、尊敬し目標とする女優に千石の名を挙げていた。

## 出演

### 映画
- 女優（1947年） - 島村邦子 役
- 醉いどれ天使（1948年） - ぎん 役
- 野良犬（1949年） - ピストル屋のヒモ女 役
- 静かなる決闘（1949年） - 峯岸るい 役
- 金語楼の子宝騒動（あきれた娘たち）（1949年）- 四女・泉山芳子 役
- 金田一耕助（片岡版）
  - 獄門島（1949年） - 鬼頭月代 役
  - 獄門島 解明篇（1949年） - 鬼頭月代 役
  - 八ツ墓村（1951年） - 濃茶の巫子 役
  - 悪魔が来りて笛を吹く（1954年） - 女中・お種 役
- 薔薇合戦（1950年）- 江島の妻 役
- 女医の診察室（1950年） - 宮坂しげ子 役
- 宗方姉妹（1950年）- キヨちゃん 役
- 醜聞（1950年） - すみえ 役
- 白痴（1951年） - 香山孝子 役
- 武蔵野夫人（1951年） - 大野家の女中
- 泣きぬれた人形（1951年） - おちか 役
- 三等重役（1952年） - 浦島夫人 役
- 放浪記（1954年） - お由 役
- 笛吹童子（1954年） - 堤婆 役
- 三日月童子（1954年）- 堤婆 役
- 七人の侍（1954年） - 豪農家の娘
- 花と龍 第一部 洞海湾の乱闘（1954年） - 谷口チエ 役
- ここに泉あり（1955年） - 井田清美 役
- 生きものの記録（1955年） - 中島君江 役
- 警察日記（1955年） - セイ 役
- 浮雲（1955年） - 屋久島のおばさん
- 女囚と共に（1956年） - 高橋てん子 役
- 己が罪（1956年） - お作 役
- 警視庁物語 魔の最終列車（1956年） - 木村の母 役
- 多羅尾伴内 戦慄の七仮面（1956年）- 小塚とく 役
- 旗本退屈男 謎の幽霊船（1956年） - 阿応理屋 役
- 桂春団治 （1956年） - おりん 役
- 権三助十（1956年） - お里 役
- ますらを派出夫会（1956年） - 亀山その 役
- 顔（1957年） - 久子 役
- 雪国（1957年）- 按摩さん 役
- あらくれ（1957年） - 浜屋の妻・お君 役
- 警視庁物語 夜の野獣（1957年）- 聾唖のスリ 役
- 大当り狸御殿（1958年） - 狸路局 役
- こだまは呼んでいる（1959年） - 三好おせん 役
- 青春を賭けろ（1959年） - タネ（健の母） 役
- 千代田城炎上 （1959年） - おくら 役
- 新・三等重役 旅と女と酒の巻（1960年） - 千枝 役
- 珍品堂主人（1960年） - 於千代 役
- 接吻泥棒（1960年） - 赤岩 役
- 女ばかりの夜（1961年） - しずか 役
- ゲンと不動明王（1961年）- 「しょうちゅうや」の女将さん 役
- 喜劇 駅前弁当（1961年） - 柳田ふじ 役
- 若大将シリーズ
  - 日本一の若大将（1962年）- 美幸の侍女 役
  - 若大将対青大将（1971年） - ばあや・きよ 役
- クレージー作戦 くたばれ!無責任（1963年） - おたね 役
- にっぽん実話時代（1963年） - 秋山政子 役
- イチかバチか （1963年） - 島家の家政婦・横山 役
- ミスター・ジャイアンツ 勝利の旗（1964年） - 岡部和枝 役
- ならず者（1964年） - 酒店の老婆
- 甘い汗（1964年） - 「おけさ」の女将 役
- 夜の片鱗（1964年）バー「木の実」のママ 役
- 団地・七つの大罪（1964年） - 松田信江 役
- 怪談 雪女（1965年）- 村のかみさん 役
- けものみち（1965年） - 女中・町子 役
- 怪獣大戦争（1965年） - 下宿の大家[2][4]
- サラリーマン悪党術（1965年） - 婆や
- お嫁においで（1966年） - 露木みね（昌子の母） 役
- 盲獣（1969年） - 蘇父しの 役
- 愛のきずな（1969年） - 煙草屋のかみさん
- 父ちゃんのポーが聞える（1971年） - 千鳥の女将
- 野良犬（1973年） - 社長夫人
- ねらわれた学園（1981年） - 関タケ 役
- 近頃なぜかチャールストン（1981年） - 大蔵大臣
- 海と毒薬（1986年） - おばはん 役
- はいからさんが通る（1987年） - あごなしばあや 役
- 六本木バナナ・ボーイズ（1989年） - 梅 役
- パンツの穴 キラキラ星みつけた!（1990年） - 中井千代 役
- おこげ（1992年） - 吉野季野枝 役
- 私立探偵 濱マイクシリーズ（1993 - 1996年） - 比留間あさ 役
- 男はつらいよ 寅次郎紅の花（1995年） - リリーの母 役
- 麗猫伝説 劇場版（1998年） - アイドル女優のマネージャー
- OUT（2002年） - 吾妻千代子 役
- 福耳（2003年）
- 東京タワー 〜オカンとボクと、時々、オトン〜（2007年）

### テレビドラマ（著作表記）
NHK
- どたんば（1956年、総合）
- 松本清張シリーズ・黒の組曲「小町鼓」（1963年、総合） - 家政婦 役
- 樅ノ木は残った（1970年、総合）
- 霧の旗（1972年、総合） - 女中 役
- 連続テレビ小説（総合）
  - 雲のじゅうたん（1976年） - 高沢兼子 役
  - おていちゃん（1978年） - 吉野先生 役
  - すずらん（1999年）
  - まんてん（2002 - 2003年） - 藤村カネ子 役
- 風神の門（1980年、総合）
- 阿修羅のごとく パート2（1980年） - 都築とみ子 役
- 少年ドラマシリーズ（総合）
  - 家族天気図（1980年） - 小島ハナ 役
- 海峡 (1981年のテレビドラマ)（1981年、総合）
- 憤激の恋（1982年、総合）
- 銀河テレビ小説（総合）
  - たけしくん、ハイ!（1985 - 1986年） - 西野菊 役
- 晴のちカミナリ（1989年、総合） - 茉莉 役
- コラ!なんばしよっと3（1996年、総合）
- 坊さんがゆく（1998年、総合）
- ドラマ愛の詩（教育）
  - 双子探偵（1999年） - 川井初枝
  - ズッコケ三人組（2001年） - ミステリー婆さん 役

日本テレビ
- 寒流（1960年）
- 火曜日の女シリーズ 蒼いけものたち（1970年） - 山本月子 役
- 飛び出せ!青春（1972年） - 女中・綾野 役
- 太陽にほえろ!　第20話「そして，愛は終わった」（1972年） - 川村きよ
- 熱中時代（1978年） - 小嶋田キク
- 熱中時代 刑事編（1979年） - 直方フミ
  - 第10話「ニセ熱中刑事現わる」
  - 第22話「七つの顏の悪党」
- 熱中時代 第2シリーズ 第4話「家庭訪問トラブル・ノート」（1980年） - 奥田テツ
- あんちゃん（1983年） - 山上チエ
- 事件記者チャボ!（1983年） - 今出トラ（おばあちゃん）
- 水曜ロードショー「卒業-GRADUATION-」（1985年）
- 結婚物語（1987年） - 原かく
- 新婚物語（1988年） - 原かく
- 火曜サスペンス劇場
  - 「麗猫伝説」（1983年） - アイドル女優のマネージャー
  - 「連鎖寄生眷属」（1984年） - 林田ウメ
  - 「花園の迷宮」（1988年） - お徳
- 長七郎江戸日記（1989年） - お松

読売テレビ
- 乱歩R（2004年） - 伊志田ハル子

TBSテレビ
- 松本清張シリーズ・黒い断層 「紐」「坂道の家」（1960年）
- クラクラ日記（1968年）
- ポーラテレビ小説「パンとあこがれ」（1969年） - うめ 役
- アテンションプリーズ（1970 - 1971年） - 寮のおばさん 役
- 江戸を斬る（1977年） - 遠山うめ
- 刑事犬カール（1977 - 1978年）
- 人はそれをスキャンダルという（1978 - 1979年） - 山口しの
- 3年B組金八先生（1981年） - 池内シカ
- 玉ねぎむいたら…（1981年） - 小川トメ
- 大岡越前 第6部（1982年） - おかく
- くれない族の反乱（1984年） - 中野定子
- '85年型家族あわせ（1985年） ‐ 小松のシノさん
- うちの子にかぎって…（1985年） - 原島サダ
- 雨の降る駅（1986年）
- 若奥さまは腕まくり!（1988年） - 広瀬タツ
- こちら第三社会部（2001年） - 田沼トヨ
- タイムリミット（2003年） - 老婦人
- こちら本池上署（2005年） - 竹本ゆき
- 月曜ミステリー劇場
  - 「自治会長・糸井緋芽子社宅の事件簿1」（2001年） - 柴田富子

毎日放送
- 人間の証明（1978年） - お種
- 迷路荘の惨劇（1978年） - 糸

フジテレビ
- がしんたれ（1963年）
- 若者たち（1966年）
- 砂の器（1977年）
- 素浪人罷り通る（1982年） - たね
- 妻たちの劇場・家族あわせ（1991年、大映テレビ）
- 鍵師（1996年）
- Dr.コトー診療所（2003 - 2004年） - 内つる子

関西テレビ
- 裸の大将放浪記（1984年） - 山下絹

テレビ朝日
- 氷点（1966年）
- だいこんの花（1970年）
- 敵か?味方か?3対3（1978年）
- 土曜ワイド劇場
  - 「幽霊シリーズ4」（1979年）
  - 「森村誠一・異常の太陽」（1986年）
- 私鉄沿線97分署 第44話（1985年、国際放映）
- はぐれ刑事純情派（1988年） - 増田米子
- 大空港'92（1992年） - 高山ハル
- Missダイヤモンド（1995年）

朝日放送
- ザ・ハングマンII 第26話「嫁の殺意・ポックリ寺の謎」（1982年12月10日） - 塚田とみ
- 尼さん探偵シリーズ（1999年）

テレビ東京
- クリスマスキス〜イブに逢いましょう（1995年）- 下川初江
- 女と愛とミステリー 「天使の傷痕」（2001年） - 田熊かね

### バラエティー番組
- 夏休み妖怪バラエティ「オバの魔法使い」（1987年、フジテレビ）

ほか多数

### CM
- ダスキン「100番100番劇場」（1998年）